# Lycosa madani
Lycosa madani là một loài nhện trong họ Lycosidae.
Loài này thuộc chi Lycosa. Lycosa madani được Mary Agard Pocock miêu tả năm 1901.